# Gornja Zaljut
Gornja Zaljut (cyr. Горња Заљут) – wieś w Czarnogórze, w gminie Cetynia. W 2011 roku liczyła 10 mieszkańców.